# Stockholmia – forskning och förlag
Stockholmia – forskning och förlag är ett bokförlag drivet av Stockholms stad som framförallt ger ut en monografiserie. Serien av monografier har givits ut av Kommittén för Stockholmsforskning och dess föregångare Stockholms stadskollegiums Handbokskommitté sedan 1941. Inom ramen för Kommittén för Stockholmsforskning bildades bokförlaget Stockholmia 1994 efter beslut i kommunstyrelsen.
Från och med den 1 januari 2007 ingår förlaget i Stadsmuseet i Stockholm inom Kulturförvaltningen.

## Monografier utgivna av Stockholms stad
Stockholms stad ger ut en serie monografier som efter 1994 publicerats genom Stockholmia förlag. Monografiserien är utgiven för Kommittén för Stockholmsforskning och dess föregångare Stockholms stadskollegiums Handbokskommitté efter beslut 1936. Den första volymen publicerades 1941. I serien har över 250 verk publicerats.
- utgivna av Stockholms kommunalförvaltning. 1941–1978, Nr 1–39. Libris 8261439
- utgivna av Stockholms kommun. 1979–1984, Nr 40–61:1. Libris 8260378
- utgivna av Stockholms stad. 1985– Nr 61:2–. Libris 8260595

I monografiserien ingår som nummer 22 samlingsverket Stockholms utveckling under de senaste hundra åren, vilket Stockholms stadsfullmäktige beslutade den 11 oktober 1954 att uppdra åt stadskollegiets handbokskommitté att låta utarbeta. Samlingsverket består av sju verk, publicerade 1958–1981.

## Monografier i urval
| Nummer    | |
| --------- | --- |
| 1.        | William-Olsson, William (1984 [1941]). Stockholms framtida utveckling. Stockholm: Liber Förlag. Libris 7261944. ISBN 91-38-08288-8. http://www.stockholmia.stockholm.se/media/pdf/1_william_olsson.pdf                                                                                          |
| 2.        | Boëthius, Bertil (1943). Magistraten och borgerskapet i Stockholm 1719–1815. Stockholm: Norstedt. Libris 8075300. http://www.stockholmia.stockholm.se/media/pdf/2_boetius.pdf |
| 10.       | Staf, Nils (1950). Polisväsendet i Stockholm 1776-1850. Stockholm: Almqvist & Wiksell. Libris 8072840. http://www.stockholmia.stockholm.se/media/pdf/10_staf.pdf |
| 11.       | Hellström, Gunnar (1951). Stockholms stads herdaminne från reformationen intill tillkomsten av Stockholms stift : biografisk matrikel. Stockholm: Stockholms kommunförvaltning. Libris 24465. http://www.stockholmia.stockholm.se/bocker.php?kategori=16                                        |
| 12.       | Dahlström, Edmund (1951). Trivsel i Söderort : sociologisk undersökning i Hägerstensåsen och Hökmossen 1949-1950. Stockholm: Esselte Aktiebolag. Libris 12750248. http://www.stockholmia.stockholm.se/media/pdf/12_dahlstrom.pdf                                                                |
| 14.       | Höjer, Torgny (1953). Stockholms stads drätselkommission 1814-1864 och Börs-, bro- och hamnbyggnadskommitterade 1815-1846. Stockholm: Stockholms kommunalförvaltning. Libris 12756440. http://www.stockholmia.stockholm.se/bocker.php?kategori=16                                               |
| 15.       | Ahnlund, Nils (1953). Stockholms historia före Gustav Vasa. Stockholm: Norstedt. Libris 1518215 |
| 16.       | Gejvall-Seger, Birgit (1954). 1800-talets stockholmsbostad: en studie över den borgerliga bostadens planlösning i hyreshusen. Stockholm: Almqvist & Wiksell. Libris 435327. https://pubs.sub.su.se/1844.pdf                                                                                     |
| 20.       | Fogelmarck, Stig (1957). Carl Fredrik Adelcrantz : arkitekt. Stockholm: Almqvist & Wiksell. Libris 568478. http://www.stockholmia.stockholm.se/bocker.php?kategori=16 |
| 21.       | Corin, Carl-Fredrik (1958). Självstyre och kunglig maktpolitik inom Stockholms stadsförvaltning 1668–1697. Stockholm: Stadsarkivet. Libris 8390041. http://www.stockholmia.stockholm.se/bocker.php?kategori=16                                                                                  |
| 22.       | Sidenbladh, Göran (1981). Planning för Stockholm 1923-1958. Stockholm: Liber Förlag. Libris 7259972. ISBN 91-38-05335-7. http://www.stockholmia.stockholm.se/bocker.php?kategori=16 |
| 22:I      | Ahlberg, Gösta (1958). Stockholms befolkningsutveckling efter 1850. Stockholm: Almqvist & Wiksell. Libris 8078573 |
| 22:II     | Hammarström, Ingrid (1970). Stockholm i svensk ekonomi 1850-1914. Stockholm: Stadsarkivet. Libris 8079881. http://www.stockholmia.stockholm.se/media/pdf/22_hammarstrom.pdf |
| 22:IV 1.  | Lindberg, Folke (1980). Växande stad: Stockholms stadsfullmäktige 1862-1900. Stockholm: Liber Förlag. Libris 8350834. ISBN 91-38-05334-9. http://www.stockholmia.stockholm.se/media/pdf/22_lindberg.pdf                                                                                         |
| 22:IV 2.  | Larsson, Yngve (1967). På marsch mot demokratin - Från hundragradig skala till allmän rösträtt (1900-1920). Stockholm: Stadsarkivet. Libris 8390180. http://www.stockholmia.stockholm.se/media/pdf/22_larsson.pdf                                                                               |
| 22:IV 3.a | Larsson, Yngve (1977). Mitt liv i Stadshuset, Från fåvälde till demokratisk ordning (1900-1954). Stockholm: Stockholms kommunalförvaltning. Libris 7751621. ISBN 91-85676-00-4. http://www.stockholmia.stockholm.se/media/pdf/22_IV3_del1_larsson.pdf (se även Mitt liv i stadshuset)           |
| 22:IV 3.b | Larsson, Yngve (1977). Mitt liv i Stadshuset, I tjänst hos denna stolta stad (1920-1954). Stockholm: Stockholms kommunalförvaltning. Libris 7751622. ISBN 91-85676-00-4. http://www.stockholmia.stockholm.se/media/pdf/22_2_larsson.pdf                                                         |
| 22:V 1.   | Selling, Gösta (1970). Esplanadsystemet och Albert Lindhagen: stadsplanering i Stockholm åren 1857-1887. Stockholm: Stadsarkivet. Libris 8197906 |
| 24.       | Inghe, Gunnar (1960). Fattiga i folkhemmet. En studie av långvarigt understödda i Stockholm. Stockholm: Almqvist & Wiksell. Libris 481342. http://www.stockholmia.stockholm.se/media/pdf/24_inghe.pdf                                                                                           |
| 26.       | Jonsson, Gustav och Kälvesten, Anna-Lisa (1964). 222 Stockholmspojkar. En socialpsykiatrisk undersökning av pojkar i skolåldern. Stockholm: Almqvist & Wiksell. Libris 8207812. http://www.stockholmia.stockholm.se/media/pdf/26_johansson.pdf                                                  |
| 28.       | Staf, Nils (1966). Spånga sockens historia. Stockholm: Stadsarkivet. Libris 8075102. http://www.stockholmia.stockholm.se/media/pdf/28_staf.pdf |
| 29.       | Höjer, Torgny (1967). Sockenstämmor och kommunalförvaltning i Stockholm fram till 1864. Stockholm: Stadsarkivet. Libris 8078694. http://www.stockholmia.stockholm.se/media/pdf/29_hojer.pdf |
| 31.       | Nilsson, Fred (1970). Emigrationen från Stockholm till Nordamerika 1880-1893 : en studie i urban utvandring. Stockholm: Norstedt. Libris 8078587. http://www.stockholmia.stockholm.se/media/pdf/31_nilsson.pdf                                                                                  |
| 32.       | Zacke, Brita (1971). Koleraepidemien i Stockholm 1834 : en socialhistorisk studie. Stockholm: Stadsarkivet. Libris 88226. http://www.stockholmia.stockholm.se/media/pdf/32_zacke.pdf |
| 37.       | Gustafson, Uno (1976). Industrialismens storstad : studier rörande Stockholms sociala, ekonomiska och demografiska struktur 1860-1910. Stockholm. Libris 8200299. http://www.stockholmia.stockholm.se/media/pdf/37_gustafson.pdf                                                                |
| 39.       | Bedoire, Fredric och Thullberg, Per (1978). Stockholms universitet 1878-1978. Stockholm: Almqvist & Wiksell. Libris 7751623. ISBN 91-85676-01-2 |
| 41.       | Cederqvist, Jane (1980). Arbetare i strejk : studier rörande arbetarnas politiska mobilisering under industrialismens genombrott : Stockholm 1850-1909. Stockholm: Liber Förlag. Libris 7268397. ISBN 91-38-72342-5. http://www.stockholmia.stockholm.se/media/pdf/41_cederqvist.pdf            |
| 42.       | Beijer, Agne (1981). Drottningholms slottsteater på Lovisa Ulrikas och Gustav III:s tid. Stockholm: Liber Förlag. Libris 7268398. ISBN 91-38-72351-4 |
| 50.       | Fogelström, Per Anders ,Stahre, Nils-Gustaf, Westlund, Börje och Nyström, Staffan (2005). Stockholms gatunamn. Stockholm: Stockholmia. Libris 10013848. ISBN 91-7031-152-8 |
| 51.       | Axel-Nilsson, Göran (1984). Makalös : fältherren greve Jakob De la Gardies hus i Stockholm. Stockholm: Liber Förlag. Libris 7268456. ISBN 91-38-72612-2. http://www.stockholmia.stockholm.se/media/pdf/51_axelnilsson.pdf                                                                       |
| 55.       | Pihl Atmer, Ann Katrin (1987). Sommarnöjet i Skärgården: sommarbebyggelse i Stockholms inre skärgård 1860-1915. Stockholm. Libris 7261957. ISBN 91-38-07515-6 |
| 59.       | Ström-Billing, Inger (1984). Stockholms hamn 1909–1939. Näringsliv och politik i samverkan. Stockholm: Liber Förlag. Libris 7262090. ISBN 91-38-08478-3. http://www.stockholmia.stockholm.se/media/pdf/59_strombilling.pdf                                                                      |
| 62:I      | Dufwa, Arne, (red) (1985). Stockholms tekniska historia. 1, Trafik, broar, tunnelbanor, gator. Stockholm: Liber Förlag. Libris 513275. ISBN 91-38-08725-1 |
| 62:II     | Asker, Bertil, (red) (1986). Stockholms tekniska historia. 2, Stockholms parker : innerstaden. Stockholm: Liber Förlag. Libris 513277. ISBN 91-38-90732-1 |
| 66.       | Sidenbladh, Göran (1985). Norrmalm förnyat 1951-1981. Stockholmsmonografier ; 66. Stockholm: Stockholmia förlag. ISSN 0282-5899 Libris 7754399. ISBN 91-86050-13-3 |
| 67.       | af Petersens, Lennart; Bedoire, Fredric (1985). Från Klara till City: Stockholms innerstad i förvandling. Stockholm: Liber Förlag. Libris 7268775. ISBN 91-38-90337-7 |
| 81.       | Dahlbäck, Göran (1995). I medeltidens Stockholm. Stockholm: Stockholmia. Libris 7593257. ISBN 91-7031-051-3 |
| 84.       | Ericson Wolke, Lars (1988). Borgare och byråkrater. Omvandlingen av Stockholms stadsförvaltning 1599–1637. Stockholm: Atlantis. Libris 8369501. ISBN 91-7031-007-6 |
| 85.       | Erixon, Sigurd (1988). Stockholms hamnarbetare före fackföreningsrörelsens genombrott. Stockholm: Nordisk Rotogravyr. Libris 8212003 |
| 86.       | Sax, Ulrika (1989). Den vita staden:Hammarbyhöjden under femtio år. Stockholm: Atlantis. Libris 7593224. ISBN 91-7031-009-2. http://www.stockholmia.stockholm.se/media/pdf/86_sax.pdf |
| 89.       | Abrahamsson, Åke (1990). Ljus och frihet till näringsfång : om tidningsväsendet, arbetarrörelsen och det sociala medvetandets ekologi : exemplet Stockholm 1838-1869. Stockholm: Atlantis. Libris 7593235. ISBN 91-7031-024-6. http://www.stockholmia.stockholm.se/media/pdf/89_abrahamsson.pdf |
| 90.       | Rörby, Martin (1989). Georg A. Nilsson – arkitekt. Stockholm: Atlantis. Libris 7593228. ISBN 91-7031-015-7 |
| 92.       | Kleberg, Carl-Johan (red) (1990). Långholmen: den gröna ön. Stockholm: Atlantis. Libris 7593231. ISBN 91-7031-019-X |
| 97.       | Ellehag, Claes (1989). Bondeska palatset : en skrift till minnet av Högsta domstolens 200-årsjubileum 1789-1989. Stockholm: Atlantis. Libris 7593230. ISBN 91-7031-018-1. http://www.stockholmia.stockholm.se/media/pdf/97_ellehag.pdf                                                          |
| 100.      | Gidlöf, Leif (1990). Forska själv! : en bok om arkiven i Stockholm. Stockholm: Atlantis. Libris 8369503. ISBN 91-7031-021-1. http://www.stockholmia.stockholm.se/media/pdf/100_gidlof.pdf |
| 104.      | Holm, Lennart, red (1991). Från bostadsnöd till önskehem: Stockholms kooperativa bostadsförening 1916-1991. Monografier utgivna av Stockholms stad ; 104. Stockholm: Kommittén för Stockholmsforskning. ISSN 0282-5899 Libris 7593239. ISBN 91-7031-028-9                                       |
| 113.      | Gullberg, Anders (2001). City : drömmen om ett nytt hjärta : moderniseringen av det centrala Stockholm 1951-1979 (två volymer). Stockholm: Stockholmia. Libris 8369513. ISBN 91-7031-078-5 |
| 140.      | Sörenson, Ulf (1999). När tiden var ung. Stockholm: Stockholmia. Libris 7593269. ISBN 91 7031 064 5 |
| 141.      | Rudberg, Eva (1999). Stockholmsutställningen 1930: modernismens genombrott i svensk arkitektur. Stockholm: Stockholmia. Libris 7593286. ISBN 91-7031-079-3 |
| 168.      | Rudberg, Eva (red); Bergman, Bosse; Caldenby, Claes; Gullberg, Anders (2004). Tage William-Olsson: stridbar planerare och visionär arkitekt. Stockholm: Stockholmia. Libris 9552992. ISBN 91-7031-138-2                                                                                         |
| 187.      | Gullberg, Anders; Lilja, Sven (red) (2008). Makten i stadshuset: Stockholms lokalpolitik under 1900-talet. Stockholm: Stockholmia. Libris 10917561. ISBN 978-91-7031-195-6. http://www.stockholmia.stockholm.se/media/pdf/foretal_makten.pdf                                                    |
| 190.      | Lindstenz, Bernt (2008). Samspel : regionalt och mellankommunalt sambete i Stockholms län under ett drygt kvartssekel. Stockholm: Stockholmia. Libris 10670306. ISBN 978-91-7031-198-7 |
| 192.      | Forsell, Håkan (red.) (2008). Den kalla och varma staden : migration och stadsförändringar i Stockholm efter 1970. Stockholm: Stockholmia. Libris 10670341. ISBN 978-91-7031-182-6 |
| 199.      | Friman, Helena; Söderström, Göran (2008). Stockholm: en historia i kartor och bilder. Stockholm: Wahlström & Widstrand. Libris 10736828. ISBN 978-91-46-21843-2 |
| 200.      | Allpere, Kristina, med inledning av Lundahl, Gunilla (2009). Paul Hedqvist : arkitekt och stockholmsgestaltare 1895-1977. Stockholm: Stockholmia. Libris 11367396. ISBN 978-91-7031-209-0 |
| 202.      | Bladh, Christine (red.) (2008). Rodderskor på Stockholms vatten. Stockholm: Stockholmia. Libris 11192330. ISBN 978-91-7031-207-6 |
| 206.      | Tengström, Emin (2009). Bilen & människan i svensk prosa och poesi. Stockholm: Stockholmia. Libris 11583179. ISBN 978-91-7031-218-2 |
| 208.      | Sundström, Arne (2009). Samuel Owen : teknik- och ångbåtspionjär. Stockholm: Stockholmia. Libris 11650706. ISBN 978-91-7031-217-5 |
| 209.      | Hallerdt, Björn (2010). Sevenboms Stockholm : Johan Sevenbom : förnyare av svensk landskapskonst under 1700-talet. Stockholm: Stockholmia. Libris 12043151. ISBN 978-91-7031-226-7 |
| 210.      | Cederquist, Jonas (2010). Stockholms fotbollshistoria 1880-2010. Stockholm: Stockholmia. Libris 11785858. ISBN 978-91-7031-222-9 |
| 212.      | Ekström, Anders (2010). Viljan att synas, viljan att se : medieumgänge och publik kultur kring 1900. Stockholm: Stockholmia. Libris 12055263. ISBN 978-91-7031-225-0 |
| 213.      | Nilsson, Torbjörn (red.) (2011). Stockholm blir välfärdsstad : kommunalpolitik i huvudstaden efter 1945. Stockholm: Stockholmia. Libris 12015147. ISBN 978-91-7031-227-4 |
| 214.      | Borg, Alexandra (2011). En vildmark av sten : Stockholm i litteraturen 1897-1916. Stockholm: Stockholmia. Libris 12077821. ISBN 978-91-7031-229-8 |
| 216.      | Sennefelt, Karin (2011). Politikens hjärta : medborgarskap, manlighet och plats i frihetstidens Stockholm. Stockholm: Stockholmia. Libris 12130761. ISBN 978-91-7031-234-2 |
| 217.      | Larsson, Bo och Svensson, Birgitta (red.) (2011). Andra Stockholm : liv, plats och identitet i storstaden. Stockholm: Stockholmia. Libris 12129384. ISBN 978-91-7031-235-9 |
| 220.      | Forsmark, Ann-Sofi (2012). Stockholmsfotografer : en fotografihistoria från Stockholms stadsmuseum. Stockholm: Stockholmia. Libris 12337095. ISBN 978-91-7031-239-7 |
| 221.      | Sandin, Gunnar (2012). Vägen till citybanan : spårfrågan mellan Norr och Söder under 150 år. Stockholm: Stockholmia. Libris 12337096. ISBN 978-91-7031-240-3 |
| 223.      | Perlinge, Anders (2012). Bubblan som sprack : byggboomen i Stockholm 1896-1908. Stockholm: Stockholmia. Libris 12731975. ISBN 978-91-7031-246-5 |
| 235.      | Nilsson, Torbjörn (2013). Stockholm som motor och motpart: stadsbild och statsmakt sedan 1945. Stockholm: Stockholmia. Libris 13552195. ISBN 978-91-7031-260-1 |
| 236.      | Götlind, Anna (2013). Förbindelser: fem Leksandskvinnor i Gamla stan - plats, arbete och resande under 200 år. Stockholm: Stockholmia. Libris 13552196. ISBN 9789170312618 |
| 237.      | Ljungdahl, Barbro (2012). Feriebarnets århundrade: Stockholmsbarn i ett landskap av ideal, rekreation och ekonomi 1900–2000. Stockholm: Stockholmia. Libris 13600218. ISBN 978-91-7031-262-5 |
| 238.      | Larsson, Bo (2013). Tio levnadsberättelser: rapport från ett annat boende. Stockholm: Stockholmia. Libris 13552192. ISBN 978-91-7031-257-1 |
| 239.      | Elmhorn, Camilla (2013). Från hot till löfte: Stockholms ekonomiska omvandling 1945–2010. Stockholm: Stockholmia. Libris 13987958. ISBN 9789170312632 |
| 240.      | Hellspong, Mats (2013). Stadion och Zinkensdamm: Stockholms idrottspublik under två sekler. Stockholm: Stockholmia. Libris 14705766. ISBN 9789170312649 |
| 241.      | Nilsson, Torbjörn (2014). Staden mellan vågorna: Stockholmspolitik i brytningstider 1945–2014. Stockholm: Stockholmia. Libris 14221879. ISBN 978-91-7031-266-3 |
| 242.      | Pettersson, Ronny, red (2013). Brandkåren i Stockholm under 133 år. Stockholm: Stockholmia. Libris 14221462. ISBN 9789170312670 |
| 243.      | Johnson, Anders (2014). Norra Djurgårdsstaden: från kolhamn till filmkluster. Stockholm: Stockholmia. Libris 14221585. ISBN 9789170312687 |
| 244.      | Münger, Ann-Charlotte (2014). Stockholms sommarkolonier under 130 år: [en behovsprövad välfärdstjänst eller en fritidsverksamhet för alla?]. Stockholm: Stockholmia. Libris 14731698. ISBN 978-91-7031-270-0                                                                                    |
| 245.      | Lagerberg, Hans (2014). Alla dessa författare på Kungsholmen: dikt och liv under 400 år. Stockholm: Stockholmia. Libris 14731697. ISBN 9789170312717 |
| 246.      | Bergman, Anna (och 12 andra); Bergman, Anna (och 12 andra) (2014). Schönbäck, Hedvig. red. Alla tiders Stockholm: riksintressen för kulturmiljövård. Stockholm: Stockholmia. Libris 16465092. ISBN 9789170312724                                                                                |
| 247.      | Thedéen, Susanne; Zachrisson, Torun, red (2016). Stockholm före Stockholm: från äldsta tid fram till 1300. Stockholm: Stockholmia. Libris 18420363. ISBN 9789170312854 |
| 249.      | Malmsten, Bo; Norberg, Lena (2014). Politiskt ledarskap i Stockholms stadshus. Stockholm: Stockholmia. Libris 16465270. ISBN 978-91-7031-278-6 |
| 250.      | Gråbacke, Carina (2015). Kläder, shopping och flärd: modebranschen i Stockholm 1945–2010. Stockholm: Stockholmia. Libris 16465424. ISBN 9789170312762 |
| 251.      | Helander, Karin; Skoog, Martin (foto) (2015). En teater för alla sinnen: 30 år med Orionteatern. Stockholm: Stockholmia. Libris 17549840. ISBN 9789170312793 |
| 253.      | Söderström, Göran; Cramér, Margareta; Aaro, Marianne; Ridderstrand, Stellan (2014). Gamla stan i Stockholm: en bebyggelsehistorik. Lind & Co i samarbete med Stockholmia. Libris 16260079. ISBN 9789174612790                                                                                   |
| 253.      | Cramér, Margareta, red (2014). Gamla stan i Stockholm: hus för hus. Stockholm: Lind & Co i samarbete med Stockholmia. Libris 16260018. ISBN 9789174612943 |
| 254.      | Lundgren, Lena; Myrstener, Mats; Wallin, Kerstin E. (2015). Böcker, bibliotek, bildning: Valfrid Palmgren Munch-Petersens liv och verk. Stockholm: Stockholmia. Libris 17762890. ISBN 9789170312816                                                                                             |
| 255.      | Rydberg, Lennart (2016). Med ångbåt från land till stad: ångbåtslinjer i Mälardalens jordbruksområden 1860–1950. Stockholm: Stockholmia. ISBN 978-91-7031-288-5 |
| 256.      | Ling, Sofia (2016). Konsten att försörja sig: kvinnors arbete i Stockholm 1650–1750. Stockholm: Stockholmia. ISBN 978-91-7031-291-5 |
| 266.      | Nerlund, Henrik (2019). Skönhet, nytta och beständighet: Skönhetsrådet och Stockholms utveckling under 100 år. Stockholm: Stockholmia. Libris länk. ISBN 978-917031-314-1 |

## Övrig utgivning
- Gullberg, Anders (2001). Promenaderna i Stockholms hjärta. Libris 8369524. ISBN 91-7031-115-3
- Heideken, Carl (2004). Portraits of a city : an urban anthology. Libris 9615134. ISBN 91-7031-142-0
- Björk, Monika; Kaijser, Eva (2005). Svenska hem : en passionerad affär. Libris 10057540. ISBN 91-7031-159-5
- Kindblom, Mikaela (2006). Våra drömmars stad : Stockholm i filmen. Libris 10266215. ISBN 91-7031-176-5
- Gullberg, Anders (red) (2006). Tensta utanför mitt fönster : ingång till TenstaBo 06 (Ny, rev. utg). Libris 10220848
- Johnson, Anders (2006). LM-staden : folkhem i förort. Libris 10149882. ISBN 91-7031-164-1
- Heideken, Carl (2006). Båten mot sjön : om båtklubbar i Stockholm. Libris 10109308. ISBN 91-7031-160-9
- Hallerdt, Björn (2006). Svartbrödraklostret i Stockholm. Libris 10207152. ISBN 978-91-7031-173-4
- Söderström, Göran (1999). Strindbergs bostad i Blå tornet (Ny utg). Libris 3063108
- Anell, Jan Anders; Söderström, Göran (2007). Stockholms gaykör 1982-2007. Libris 10442766. ISBN 978-91-7031-183-3
- Edlund, Bengt (2007). Porträtt av träd : i folkkulturens och poesins spegel. Libris 10442765. ISBN 978-91-7031-181-9
- Brenning, Elisabeth (2007). Världens roligaste lekar!. Libris 10522465. ISBN 978-91-7031-188-8
- Bergström, Eva (2007). Väverskor och mästare : om arbetarna vid K. A. Almgrens sidenväveri. Libris 10468158. ISBN 978-91-7031-185-7
- Bellman, Sevenbom och prinsessan : snusk, lyx och vardag i 1700-talets Stockholm. 2007. Libris 10573770. ISBN 978-91-7031-191-8
- Dedering, Stig; Sax, Ulrika (2007). "Till hyresgästernas bästa" : Stockholmshem under sju decennier. Libris 10608959. ISBN 978-91-7031-190-1
- Skoglund, Per (2007). Industrier och verkstäder i Stockholm 2005. Libris 10668776. ISBN 978-91-7031-194-9
- Holmberg, Göran; Svensson, Gunnar (2008). Politik med glädje och glöd: intervju med Wille Forsberg. Libris 10958060. ISBN 978-91-7031-206-9
- Rasmussen, Alice (2009). Södermalm med omnejd i bilder av Charles Lachs. Libris 11299262. ISBN 978-91-7031-211-3
- Mannerfelt, Karine; Eriksson, Ann (fotograf) (2009). Kolonilotten : världens trädgård. Libris 11222758. ISBN 978-91-7031-210-6
- Roxell, Pia; Wernlid, Eva, (fotograf) (2009). Skarpnäck : tegelstaden på fältet. Libris 11650707. ISBN 978-91-7031-219-9
- Lundin, Per (red); Åhrén, Uno (red) (2010). Bilstaden : USA visade vägen (Ny, omarb. utg.). Libris 12015146. ISBN 978-91-7031-224-3
- Karlsson, Börje; Tenfält, Torbjörn (2011). Från almstrid till trängselskatt : de stora slagen om Stockholm. Libris 12015148. ISBN 978-91-7031-228-1
- Friman, Helena; Crozier, Alan (översättning) (2011). Stockholm svart på vitt : fotografier från innerstaden 1860-1960, Stockholm in black and white : photographs from the inner city 1860-1960. Libris 12129382. ISBN 978-91-7031-232-8
- Fredriksson, Göran H, (fotograf) (2011). Regeringsgatan i förvandlingarnas stad : fotografier från 1966-1971. Libris 12129383. ISBN 978-91-7031-233-5
- Lindström, Jonathan (2012). Stockholm från början. Libris 12337094. ISBN 978-91-7031-237-3
- Petersson, Sven; Lennartsson, Rebecka, (förord) (2012). Blåmjölk, gäspa, katekes och pissluntor : minnen från Frimurarbarnhuset i Kristineberg 1908 - 1916. Libris 12479276. ISBN 978-91-7031-245-8
- Ekebert, John Arthur (2013). Håll höjden!: rapport från bottenplattan. Stockholm: [Stockholmia]. Libris 14221474. ISBN 978-91-7031-265-6

- Lennartsson, Rebecka, red (2014). Från skuggsidan: folk och förbrytelser ur Stockholms historia. Stockholm: Stockholmia. Libris 16465137. ISBN 9789170312779

- Kallenberg, Lena; Almgren, Ingela (illustrationer) (2015). Trappa upp och trappa ner: Lena Kallenberg berättar om trapporna på Södermalm. Stockholm: Stockholmia. Libris 17802578. ISBN 9789170312731

- Kindblom, Mikaela (2015). Den svenska drömfabriken: historien om Filmstaden i Råsunda. Stockholm: Stockholmia. Libris 17802387. ISBN 9789170312823

- Larsson, Nisse (2015). Stockholm på tapeten: en kommenterad bildkavalkad med Bertil Almqvists teckningar. Stockholm: Stockholmia. Libris 17802487. ISBN 9789170312830

- Arvidsson, Ann-Sofie; Berke, Lena; Lundgren, Lars; Sjölund, Eva; Erikson, Carl Johan (foto) (2015). Rättvisans borg: rådhuset 100 år. Stockholm: Stockholmia. Libris 18571009. ISBN 9789170312847

- Schoerner Carr, Katarina; Klein, Örjan (recept) (2016). Smaka på historien: människor och måltider ur det förflutna. Stockholm: Stockholmia. Libris 19088178. ISBN 9789170312878

- Malmström, Katarina; Nilsson, Mikael K. (2016). Ljus på glas: stunder i Stockholms stad med Axel och Vicke Malmström. Stockholm: Stockholmia. Libris 18420287. ISBN 9789170312861